# Division 3 (Frankrijk)
De Division 3 is een voormalige Franse voetbalcompetitie op het derde niveau.
De competitie werd voor het eerst gespeeld in het seizoen 1936/37. In dit seizoen werd RC Arras kampioen en samen met de nummer twee, US Tourcoing, promoveerde de club naar het tweede niveau. Na dit seizoen werd de competitie weer opgeheven.
In 1970 werd de Division 3 weer ingesteld als vervanger van de hoogste klasse van het Championnat de France amateur de football. De competitie was een overgangscompetitie tussen amateur-, semi-prof- en profclubs en stond ook open voor tweede elftallen van profclubs. Er werd gespeeld in zes regionale groepen die uit 16 teams bestonden. De zes winnaars speelden in een play-off om het kampioenschap. De reserve elftallen mochten niet promoveren naar de Ligue 2. De zes hoogst geëindigde amateurploegen van iedere poule promoveerden. De onderste drie ploegen van elke poule degradeerden naar de regionale amateurcompetities (tussen 1970 en 1978) en later naar de Division 4 (tussen 1978 en 1993). In 1993 ging de competitie op in het Championnat de France amateur.

## Uitslagen play-offs
| Seizoen   | Winnaar                       | Finalist            | Uitslag            |
| --------- | ----------------------------- | ------------------- | ------------------ |
| 1970-1971 | FC Nantes 2                   | AS Saint-Étienne 2  | 3-1 n.v.           |
| 1971-1972 | AS Nancy-Lorraine 2           | Rapid de Menton     | 2-0                |
| 1972-1973 | CS Vittel                     | US Quevilly         | 2-1 / 1-2          |
| 1973-1974 | FC Nantes 2                   | Amiens SC           | 1-4 / 4-2          |
| 1974-1975 | SC Bastia 2                   | USM Malakoff        | 1-2 / 3-1          |
| 1975-1976 | US Nœux-les-Mines             | FC Sochaux 2        | 1-2 / 0-1          |
| 1976-1977 | AS Saint-Étienne 2            | FC Nantes 2         | 3-2 / 1-3          |
| 1977-1978 | Amiens SC                     | FC Sochaux 2        | 1-0 / 1-0 pen: 4-3 |
| 1978-1979 | INF Vichy                     | FC Metz 2           | 0-2 / 4-1          |
| 1979-1980 | AS Saint-Étienne 2            | RC Strasbourg 2     | 0-2 / 1-0          |
| 1980-1981 | AS Pierrots Vauban Strasbourg | CS Fontainebleau    | 2-1 / 1-2          |
| 1981-1982 | AS Pierrots Vauban Strasbourg | Olympique Alès      | 0-0 / 3-2          |
| 1982-1983 | Toulouse FC 2                 | FC Nantes 2         | 4-1                |
| 1983-1984 | AJ Auxerre 2                  | OGC Nice 2          | 1-0                |
| 1984-1985 | OGC Nice 2                    | AJ Auxerre 2        | 2-0                |
| 1985-1986 | AJ Auxerre 2                  | Gazélec FCO Ajaccio | 1-0                |
| 1986-1987 | FC Sochaux 2                  | SO Châtellerault    | 4-0                |
| 1987-1988 | AJ Auxerre 2                  | AS Monaco 2         | 2-1 n.v.           |
| 1988-1989 | OGC Nice 2                    | AS Chaumont         | 1-0                |
| 1989-1990 | AJ Auxerre 2                  | Rodez AF            | 3-3 n.v., pen: 4-3 |
| 1990-1991 | CS Sedan-Ardennes             | AJ Auxerre 2        | 1-1 n.v., pen: 4-1 |
| 1991-1992 | AJ Auxerre 2                  | OFC Charleville     | 2-0                |
| 1992-1993 | Olympique lyonnais 2          | AJ Auxerre 2        | 1-1 / 0-1          |

- n.v. = na verlenging
- pen: = na penalty